# Francesc Galobardes Carbonell
Francesc Galobardes Carbonell (Riudaura, 25 de desembre de 1930- gener de 2024) fou un pintor català establert a Escaldes, a Andorra.

## Biografia
Nascut a Riudaura, va començar l'escola a l'escola del poble, i als 9 anys va anar a estudiar a Ribes de Fresser, on va entrar en contacte amb el món del dibuix i la pintura.
De jove va començar a treballar com a mecànic mentre estudiava a l'Escola de Belles Arts d'Olot. La seva mare mor el 1947 i ell es posa a treballar en un taller d'art religiós d'Olot mentre continua estudiant a l'Escola d'Arts i Oficis. El 1957 va casar amb la Carme Demiquels Guix, amb qui va tenir dos fills, Joan (1958) i Rosa (1965). Va fer el servei militar a Jaca.
El 1961 s'estableix amb la seva família a Andorra, on comença a treballar com a empleat de Banca a Crèdit Andorrà, però continua pintant. El 1963 faria la seva primera exposició individual, a La Caixa de Pensions d'Andorra la Vella. El 1967, junt amb altres artistes andorrans, va fundar el Cercle de les Arts i de les Lletres. El 1971 deixa la feina al banc per dedicar-se exclusivament a la pintura. El 1975 va entrar a formar part de la millor selecció d’artistes catalans que configuren els paisatges catalans de Bernardino de Pancorba i el 1978 va quedar catalogat ael Diccionari Ràfols.
Com a polític, es va presentar en una candidatura per Convergència i Unió a les Eleccions municipals de 1979 i fou nomenat Alcalde de Riudaura entre 1979 i 1983. Va treballar en la millora de la gestió de residus i en la millora de l'accessibilitat a l'aigua potable als masos del municipi. El 1983 no es va presentar i fou nomenat alcalde Esteve Busquets, del mateix partit.
Va exposar a Barcelona, Madrid, Andorra, Nottingham, París i Brussel·les, entre d'altres ciutats. La seva obra va ser promoguda pel galerista Higini Garcia. És conegut com el pintor de la neu, per la seva quantitat de quadres paisatgístics. La Poste Française va editar dos segells amb quadres seus. El 2013 el Museu Reig li va dedicar una exposició monogràfica. Fou professor de pintura de qui fou copríncep d'andorra, Joan Martí. Als 90 anys encara continuà pintant diàriament, tot i viure en una residència. Va morir el gener de 2024 als 93 anys.

### Espai Galobardes
El desembre de 2021 es va obrir l'Espai Galobardes a Canillo. Es tracta d'un espai expositiu de 300 metres quadrats ubicat a la planta baixa del telecabina, amb mig centenar de paisatges del pintor escaldenc.

## Exposicions destacades
- 1996 - Sala d'exposicions del Govern d'Andorra
- 1998 - Ambaixada d'Andorra a Brussel·les
- 1999 - Ambaixada d'Andorra a París
- 2009 - Galobardes, retrospectiva al Centre d’Art d’Escaldes-Engordany[10]
- 2013 - Galobardes, retrospectiva al Museu Reig

## Premis i reconeixements
- 1969 - l’Escola de Belles Arts d’Olot li va concedir la medalla d’Argent en reconeixement de la seva obra.[3]
- 1996 - El 26 de juny el Govern d’Andorra li va retre un homenatge
- 2009 - Premi Àgora Cultural del Govern d'Andorra.